# Amtsgericht Berum

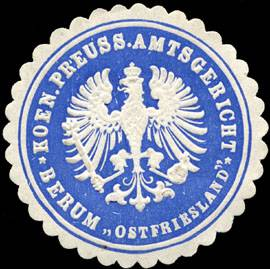
Siegelmarke des Königlich-preußischen Amtsgerichts Berum (gültig bis 1918)

Das Amtsgericht Berum war ein Gericht der ordentlichen Gerichtsbarkeit in Berum, einem Dorf in Ostfriesland.

## Geschichte
Bis 1852 diente das Amt Berum als Eingangsgericht.
Nach der Revolution von 1848 wurde im Königreich Hannover die Rechtsprechung von der Verwaltung getrennt und die Patrimonialgerichtsbarkeit abgeschafft.
Das Amtsgericht wurde daraufhin mit der Verordnung vom 7. August 1852 die Bildung der Amtsgerichte und unteren Verwaltungsbehörden betreffend als königlich hannoversches Amtsgericht gegründet.
Es umfasste aus dem Amt Berum die Orte Berum, Berumbur, Berumerfehn, Blandorf und Wichte, Hage, Halbemond, Hagermarsch, Baltrum und Norderney.
Das Amtsgericht war dem Obergericht Aurich untergeordnet. Mit der Annexion Hannovers durch Preußen wurde es zu einem preußischen Amtsgericht in der Provinz Hannover.
Mit dem Inkrafttreten des deutschen Gerichtsverfassungsgesetzes am 1. Oktober 1879 wurden reichsweit einheitlich Amts-, Land- und Oberlandesgerichte geschaffen. Das Amtsgericht Berum blieb bestehen und war nun dem Landgericht Aurich nachgeordnet.
Sein Gerichtsbezirk umfasste nun aus dem Landkreis Aurich aus dem Amt Norden die Gemeindebezirke Arle, Baltrum, Berum, Berumbur, Berumerfehn, Blandorf, Dornum, Dornumergrode, Dornumersiel, Großheide, Hage, Hagermarsch, Halbemond, Junkersrott, Menstede-Coldinne, Nesse, Neßmersiel, Schwittersum, Westdorf und Westerende. Am Gericht bestand 1880 eine Richterstelle. Das Amtsgericht war damit ein kleines Amtsgericht im Landgerichtsbezirk.
In Folge der Weltwirtschaftskrise wurden 60 Amtsgerichte auf Grund von Sparverordnungen aufgehoben. Mit der Verordnung über die Aufhebung von Amtsgerichten vom 30. Juli 1932 wurde das Amtsgericht Berum zum 1. Oktober 1932 aufgehoben und sein Sprengel dem Amtsgericht Norden zugeordnet.

## Amtsgerichtsgebäude
Das Amtsgericht hatte seinen Sitz auf der Burg Berum.